# Adenia macrophylla
Adenia macrophylla är en passionsblomsväxtart som först beskrevs av Carl Ludwig von Blume, och fick sitt nu gällande namn av Sijfert Hendrik Koorders. Adenia macrophylla ingår i släktet Adenia och familjen passionsblomsväxter.

## Underarter
Arten delas in i följande underarter:
- A. m. singaporeana
- A. m. smilacina